# Pilgerodendron uviferum
Pilgerodendron uviferum är en cypressväxtart som först beskrevs av David Don, och fick sitt nu gällande namn av Carl Rudolf Florin. Pilgerodendron uviferum ingår i släktet Pilgerodendron och familjen cypressväxter. IUCN kategoriserar arten globalt som sårbar. Inga underarter finns listade i Catalogue of Life. Denna art växer i Eldslandet och är därmed världens sydligaste barrträd.

## Bildgalleri

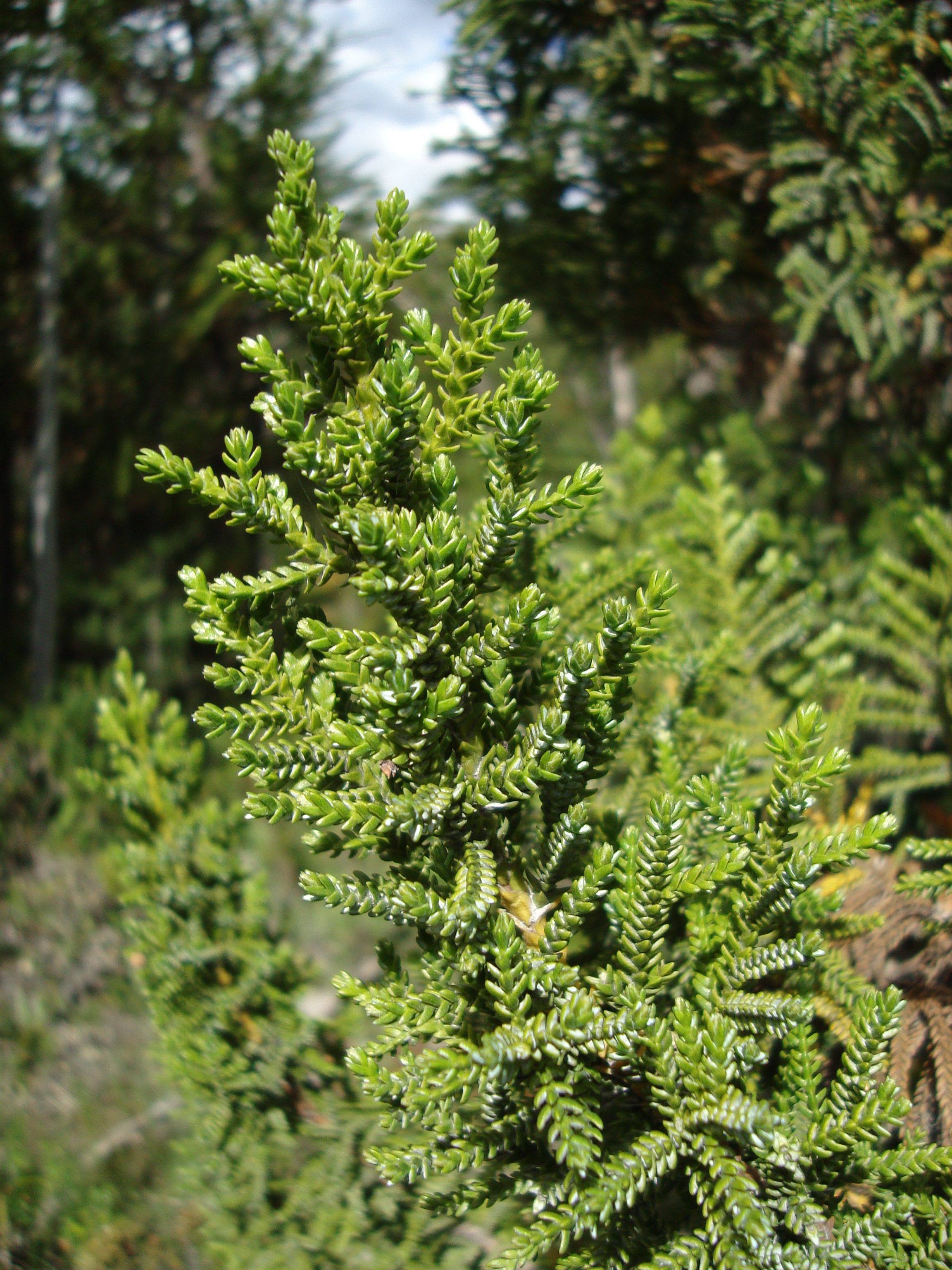
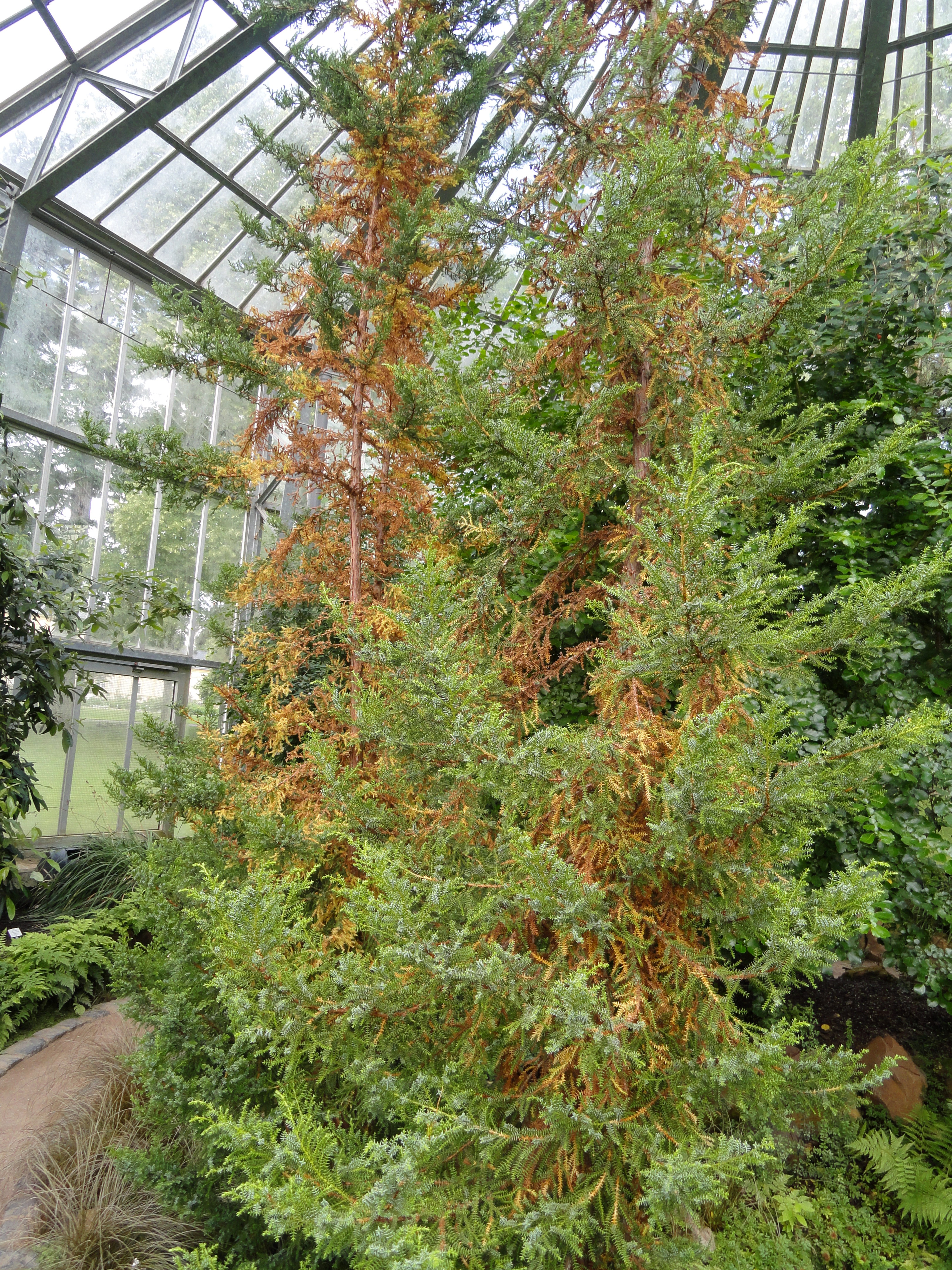
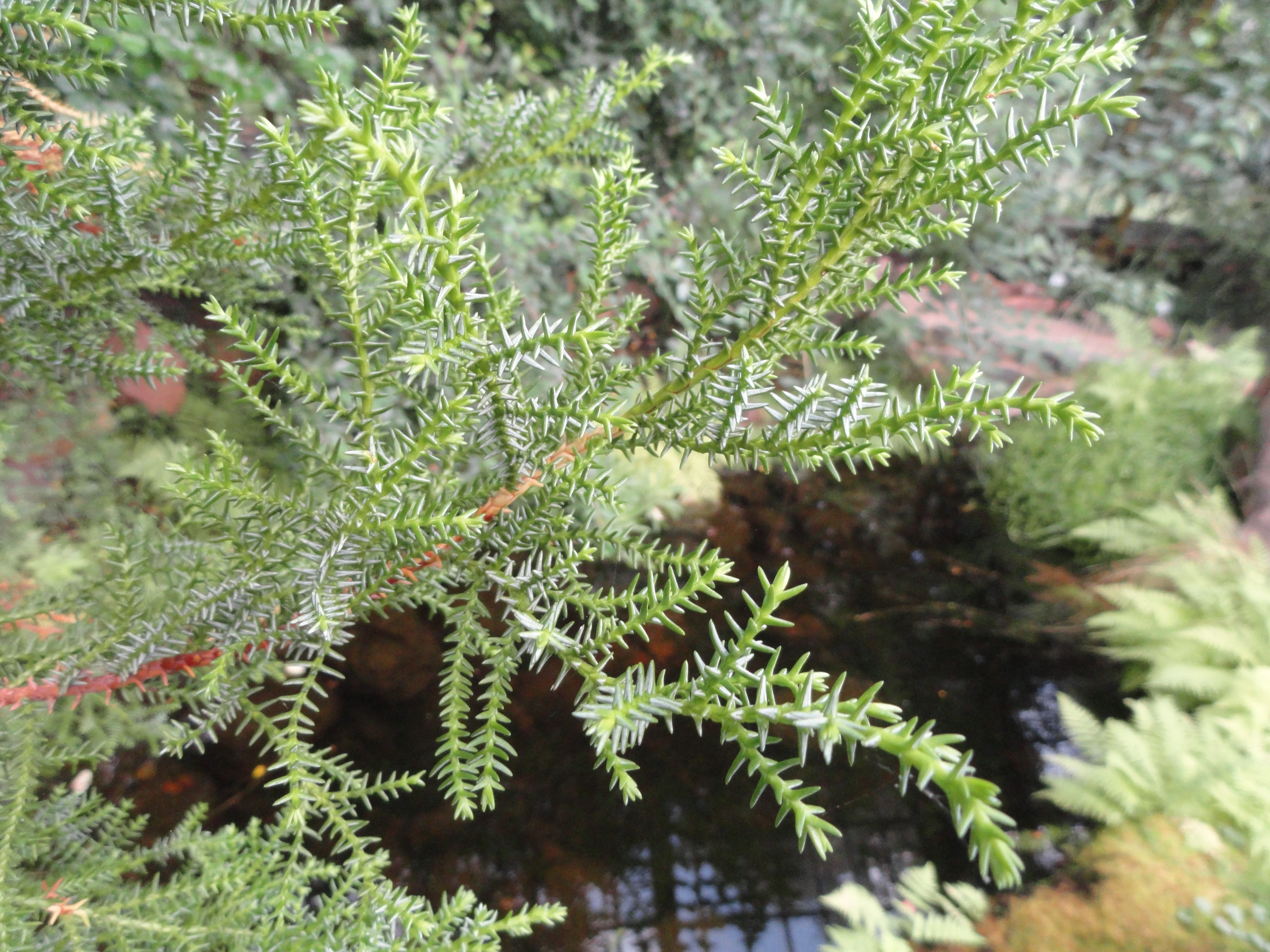